# Castell de Puigdelfí
El Castell de Puigdelfí és un edifici de Perafort (Tarragonès) declarada Bé Cultural d'Interès Nacional.

## Descripció
No queda cap resta d'aquest castell. En el replà on estava construït s'aixeca l'església i algunes cases, entre elles la coneguda com a "castell de Puigdelfí". El record del castell és present també en la toponímia (Carrer del Castell).